# Distichopora vervoorti
Distichopora vervoorti är en nässeldjursart som beskrevs av Stephen D. Cairns och Bert W. Hoeksema 1998. Distichopora vervoorti ingår i släktet Distichopora och familjen Stylasteridae. Inga underarter finns listade i Catalogue of Life.